# وولف ليسلاو
يعتبر وولف ليسلاو المولود في 14 نوفمبر 1906 في بولندا من أشهر علماء اللغات السامية في القرن العشرين إن لم يكن أشهرهم على مر العصور، ويعتبر مرجعاً أساسيّاً في لغات أثيوبيا السامية.

## حياته وتعليمه
ولد وولف ليسلاو في قرية كرشيبتسا Krzepice الصغيرة بالقرب من Częstochowa لأسرة فقيرة جداً، وأصيب في طفولته ب السل مما اضطره ان يحمل معه تيرموميتر بصورة دائمة لقياس درجة حرارة جسده. توفي والداه عندما كان في العاشرة من عمره، وتكفل أخوه بتربيته وتلقى تعليماً دينياً يهودياًأو يشيفا بالعبرية ישיבה .
تخلى ليسلاو عن جنسيته البولندية ليتجنب الخدمة العسكرية في الجيش البولندي؛ لرفضه أن يكون جندياً لدولة يرى هو أنها تضطهد أبناء جلدته من اليهود ، أصبح بدون جنسية ثم هاجر بعد ذلك إلى فيينا عاصمة النمسا، وألتحق هناك بالدرسات السامية في جامعة فيينا حتى العام 1930، ثم انتقل إلى جامعة السوربون ليدرس على يد مارسيل كوهين وتضمنت دراسته معظم اللغات السامية العبرية والآرامية والآكادية واللغة الجعزية أو الإثيوبية القديمة

## سنوات الحرب العالمية الثانية

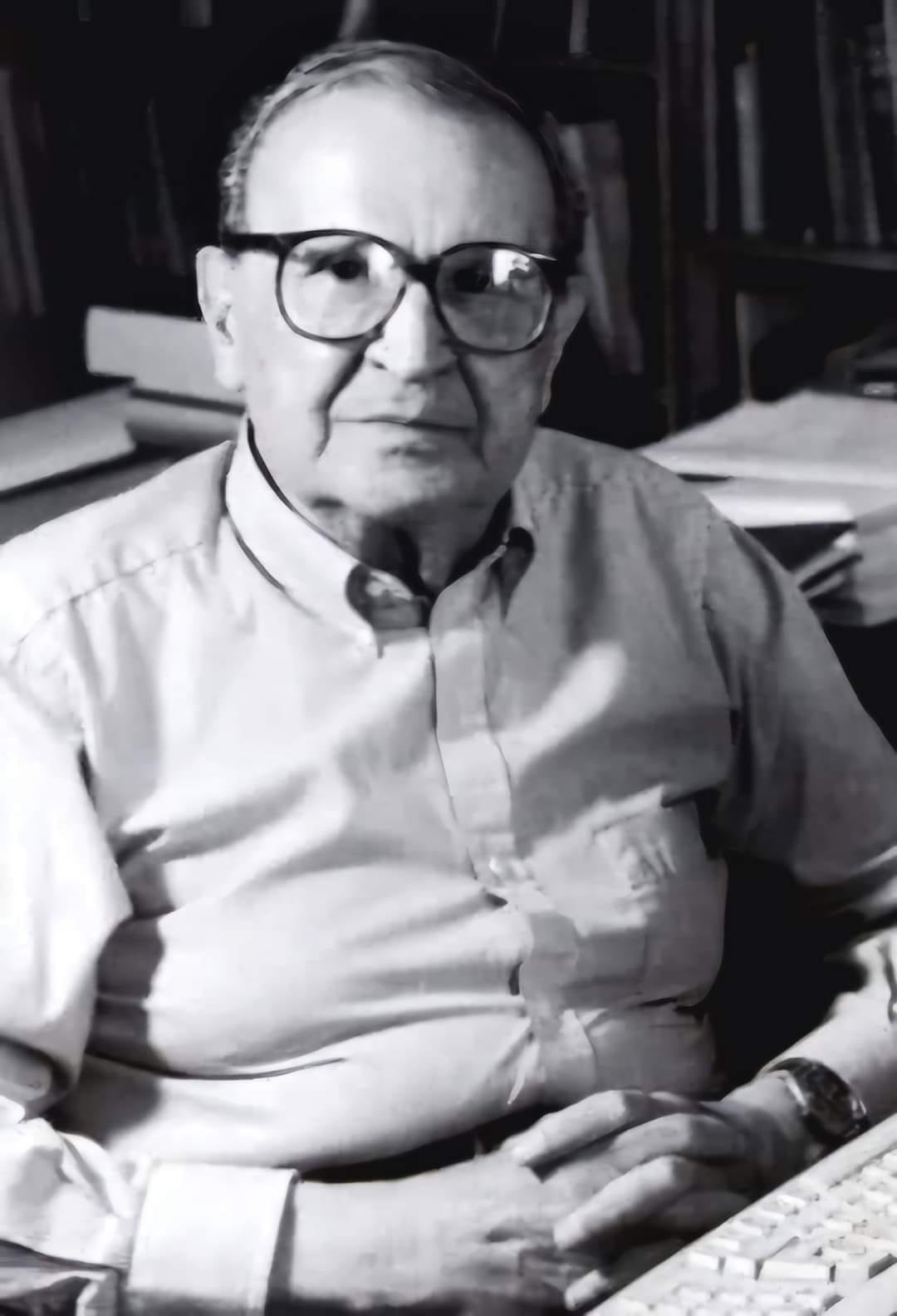
Wolf Leslaw

تم اعتقاله بواسطة الشرطة الفرنسية وإرساله إلى مخيم اعتقال في جبال البرانس وقضى هناك مع طفله وزوجته شتاء1939 - 1940 القاسي، تم نقله لاحقاً إلى معتقل كامب دي مايلز، وهو مخيم اعتقال قرب مقاطعة إكس إن وبمساعدة من مجموعة العون الدولية هرب هو وأسرته قبل أن يتمكن النازيون من الإستيلاء في العام 1942 على المعسكر، هرب مع أسرته إلى ==الولايات المتحدة الأمريكية== حيث حصل هناك على الجنسية الأمريكية.استقر في نيويورك وحصل على منحة غوغنهايم ليكمل دراساته في اللغات السامية، وسافر عبر إثيوبيا لدراسة لغاتها السامية وتدوين اللغات المهددة منها بالانقراض ولتدوين لغة الغافات على سبيل المثال لم يستطع الوصول إلى لأربعة فقط من المتكلمين الأصليين بها. وقد انقرضت تلك اللغة بعد ذلك بقليل[1] . 

## كتبه
- معجم إنجليزي - أمهري(ISBN 0-520-20501-4)
- معجم اللغة الجعزية المقارن
- المعجم الإنجليزي الأمهري الموجز (ISBN 3-447-01482-2)في العام 1973 .
- العجم الإتيمولوجي للغة الغراغي(ISBN 3-447-02041-5) في العام 1979
- الكلمات المستلفة من العربية في اللغات السامية الإثيوبية1990[4] (ISBN 3-447-03000-3)
- نحو اللغة التجرينية المختصر 1945
- وثاثق لغة الغفات: لغة إثيوبية جنوبية 1945
- وثائق إثيوبية: جراجي 1950
- أنطولوجيا مجموعة الفلاشا الإثيوبية اليهودية 1951 (ISBN 3-447-00553-X)
- لغة الغفات: دراسية وصفية ومقارنة 1956
- مرشد تعليم اللغة الأمهرية (ISBN 3-447-00554-8)
- المساهمات الإثيوبية والعربية في النحو العبري 1958
- الأفعال في لغة الهراري 1958
- كتاب حوارات أمهري 1965 (ISBN 3-447-00553-X)
- خلفية ثقافية لدراسة الأمهرية والتحدث بها 1965
- كتاب نصي في اللغة الأمهرية (ISBN 3-447-00554-8) في العام 1967
- ببليوغرافيا اللغات السامية الإثيوبية
- الكلمات المشتركة بين الأمهرية والعبرية (ISBN 3-447-00555-6) في العام 1969
- تراث، معتقدات، أمثال وأحاجي شعب الغراغي الإثيوبي (ISBN 3-515-03513-3)في 1982
- مرجع في النحو الأمهري (ISBN 3-447-03372-X) في 1995
- مقدمة في النحو الأمهري (ISBN 3-447-04271-0) في 2000
- بالاشتراك مع توماس كين: كتاب نصوص ثقافي بالأمهرية (ISBN 3-447-04496-9) في 2001
- الفعل مَسَـجَّـن مقارنة لهجات لغة الغراغي الأخرى (ISBN 3-447-04905-7) في العام 2004